# Josef Schnitzer senior
Josef Schnitzer senior (* 7. April 1877 in Elmen im Lechtal/Tirol; † 1951 in Buching bei Füssen) war ein aus Österreich stammender, später überwiegend im Ostallgäu tätiger Stuckateur und Bildhauer.

## Biografie

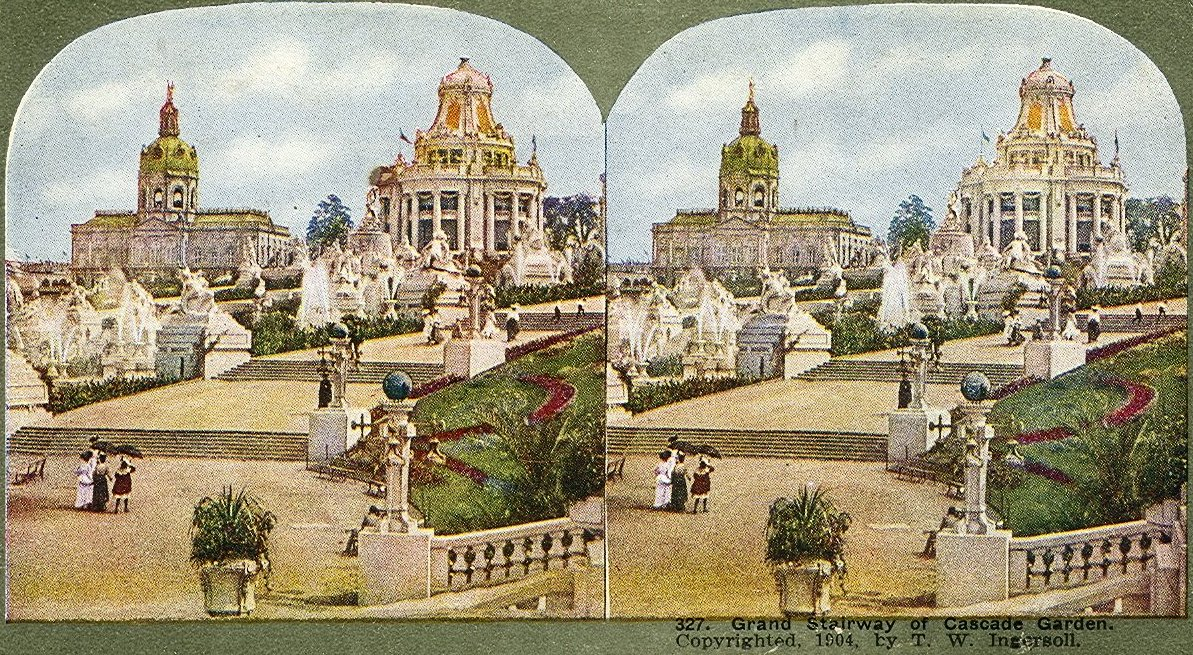
Das Schloss Charlottenburg auf der Weltausstellung in St. Louis, 1904, an dessen Gestaltung Schnitzer sen. als Stuckateur beteiligt war

Josefs Vater Ferdinand Schnitzer entstammte einer mittellosen Holzschnitzerfamilie und arbeitete in Elmen als Dorfschneider. Josef war der dritte Sohn einer Familie mit 17 Kindern. In der Familienchronik der Schnitzer wird berichtet, dass „die arme, geplagte Mutter“ mit 47 Jahren starb. Josef war der dritte Sohn; er erlernte, wie zwei seiner Brüder, das Stuckateurshandwerk.
1902 wirkte er in Bayerniederhofen an der Restaurierung der dortigen Pfarrkirche St. Michael mit. Im Jahre 1904 war er am Bau des deutschen Pavillons für die Weltausstellung in St. Louis (USA) beteiligt. Das Deutsche Reich war dort mit einem Nachbau des Schlosses Charlottenburg vertreten. Im selben Jahr heiratete Schnitzer in Bayerniederhofen die Mesnertochter Xaveria Vilgis und ließ sich dort als selbständiger Stuckateur nieder. Im Rahmen der Renovierung der Peterskapelle in Berghof in den Jahren von 1906 bis 1908 übernahm er die Stuckarbeiten. 1913 schloss er in Augsburg seine Meisterprüfung als Stuckateur und Bildhauer ab und gründete den weit gefragten Stuckateurbetrieb in Buching. In den Folgejahren war er mit mehreren Arbeiten an Kirchenrestaurierungen beteiligt, dazu zählen das Modell für den Seitenaltar in der St.-Martin-Kirche von Obergünzburg (1923) und die Stuckarbeiten im Rahmen der 1934/35 erfolgten Renovierung der Kapelle St. Anna in Birkland. 1936 übernahm er die Stuckaturen des Erweiterungsbaus der Stadtpfarrkirche St. Justina in Bad Wörishofen und schuf eine als Meisterleistung bezeichnete Gedenktafel sowie 1938 die Stuckarchitektur am dortigen Hochaltar. Auch der Stuckmarmortaufstein in St. Magnus in Rammingen von 1948 ist ihm zuzuordnen. 
Nach dem Zweiten Weltkrieg übertrug ihm die US-amerikanische Besatzungsmacht das Bürgermeisteramt in Buching. Sein Sohn Josef übernahm nach seinem Tod den Stuckateursbetrieb in Buching. 
Vom 26. Juni bis zum 17. August 2008 veranstaltete der Historische Kulturverein Alt Füssen eine Sonderausstellung im Museum der Stadt Füssen unter dem Titel „Nachschaffen im Geist des Originals-Modelle der Stuckateure Josef Schnitzer, Vater und Sohn“. In Ergänzung trägt der Leiter des Museums dort am 10. November 2008 zum Thema „Josef Schnitzer-Stuckateure in Buching“ vor.